# Nimbadrongovliegenvanger
De nimbadrongovliegenvanger (Melaenornis annamarulae) is een zangvogel uit de familie Muscicapidae (vliegenvangers). Het is een kwetsbare, endemische vogelsoort in een beperkt deel van het regenwoud in West-Afrika. De vogel werd in 1967/68 verzameld en in 1970 geldig beschreven en vernoemd naar de echtgenote van de soortauteur.

## Kenmerken
De vogel is 19 tot 22 cm lang en weegt 37 tot 42 g. Het is een vrij grote vliegenvanger die in het veld blauwgrijs tot geheel dofzwart lijkt, maar in vol zonlicht diepblauw gekleurd is. De vleugelpennen en staart zijn zeer donker, bijna zwart. Het oog is donkerbruin en de snavel en poten zijn zwart.

## Verspreiding en leefgebied
Deze soort komt voor van oostelijk Sierra Leone tot Liberia en zuidelijk Ivoorkust. De vogel werd aangetroffen in het bladerdak van dicht laagland regenwoud tot op hoogstens 600 m boven zeeniveau. In Ivoorkust waren ook waarnemingen in hoge kale bomen op inselbergs en open plekken, waar maïs werd verbouwd.

## Status
De nimbadrongovliegenvanger heeft een beperkt verspreidingsgebied en daardoor is de kans op uitsterven aanwezig. De grootte van de populatie werd in 2012 door BirdLife International geschat op 6 tot 15 duizend volwassen individuen en de populatie-aantallen nemen af door habitatverlies. Het leefgebied wordt aangetast door ontbossing waarbij natuurlijk bos wordt gekapt en omgezet in gebied voor kleinschalig agrarisch gebruik en menselijke bewoning. Om deze redenen staat deze soort als kwetsbaar op de Rode Lijst van de IUCN.